# وبسترویل (ورمانت)
وبسترویل (به انگلیسی: Websterville) یک منطقهٔ مسکونی در ایالات متحده آمریکا است که در Barre واقع شده‌است. وبسترویل ۴٫۴ کیلومتر مربع مساحت و ۵۵۰ نفر جمعیت دارد و ۳۹۹٫۲۹ متر بالاتر از سطح دریا واقع شده‌است.